# Kahokuohua
Kralj Kahokuohua (Maui, o. 1462. – Molokai, ?) bio je kralj havajskog otoka Molokaija, a rođen je kao princ otoka Mauija. Spomenut je u starim pojanjima.
Njegov otac je bio kralj (Aliʻi) Mauija, kralj Loe. Majka mu je bila kraljica Wahaʻakuna (Waohaʻakuna).
Premda je bio princ Mauija te je vjerojatno trebao naslijediti tron, ipak je, iz nepoznatih razloga, postao kralj Molokaija.
Njegova žena je bila kraljica Hikakaiula (Hiʻikawaiula). Ona je Kahokuohui rodila sina Kaulaheju I., koji je naslijedio svog djeda Loea kao kralj Mauija.
Kralj otoka Havaji Kalaunuiohua izvršio je invaziju na Molokai tijekom vladavine Kahokuohue. Nakon bitke, Kahokuohua se predao.